# Trois-Rives
Trois-Rives es un municipio canadiense situado en la provincia de Quebec.

## Superficie
Trois-Rives tiene una superficie de 597,76 km².

## Demografía
En 2021, tenía 512 habitantes, una densidad poblacional de 0,9 hab./km², y 544 viviendas.